# Be Strong
Be Strong este cântec al interpretei Delta Goodrem. Single-ul a fost lansat în 2005 în format digital, doar în Australia, nereușind să intre în clasamentul oficial al țării.